# Democracy 4
Democracy 4 est un jeu vidéo de gestion, développé et édité par Positech Games, sorti en accès anticipé en 2020 sur ordinateur (Microsoft Windows) et lancé dans sa version finale en 2022. Le jeu est orienté sur la gestion politique et la gestion économique (macroéconomie), sociale et sociétale d'un pays parmi la liste des pays que le jeu propose.
Le jeu est porté sur console (Xbox One, PlayStation 4 et Nintendo Switch) le 4 juin 2024 sous le nom Democracy 4: Console Edition.

## Système de jeu
Au lancement d'une partie le joueur choisi un pays démocratique parmi ceux qui sont proposés et en devient le chef d'état. Il fait des promesses de campagnes sur la politique qu'il est censé mener (bien que rien ne l'oblige à les suivre). Puis, il arrive sur l'écran principal du jeu qui affiche les revenus, les dépenses, le déficit ainsi que la dette. Au milieu de l'écran, le joueur dispose de sept axes afin de gouverner sa nation lesquels sont le transport, l'économie, les impôts, la justice, les services publics, les affaires étrangères et les affaires sociales.
À travers ses choix, le joueur observe les conséquences de ses actes. Par exemple, la baisse significative d'aides sociales entraine une hausse de la pauvreté ce qui peut entrainer une hausse de la délinquance et ainsi de suite.
Le joueur recrute ses ministres en fonction de différents paramètres tels que la loyauté, l'expérience, le poste convoité et le capital politique qu'ils rapportent c'est-à-dire des crédits. Chaque « tour » dure trois mois, et pour chacun d'entre eux, les ministres engendrent des crédits que le joueur peut utiliser afin de faire passer des lois.
Le but du jeu est que le joueur parvienne constamment à se faire réélire, en conservant un maximum d'électeurs en sa faveur, ce qui nécessite de suivre leurs opinions et idéologies.

### Liste des pays proposés
Voici la liste des pays proposées par ordre de sélection du jeu.
| Nom          | Nécessite une extension | Difficulté  |
| ------------ | ----------------------- | ----------- |
| États-Unis   | Non                     | 1/5 étoile  |
| Royaume-Uni  | Non                     | 5/5 étoiles |
| Japon        | Non                     | 5/5 étoiles |
| France       | Non                     | 3/5 étoiles |
| Canada       | Non                     | 0/5 étoile  |
| Australie    | Non                     | 2/5 étoiles |
| Espagne      | Non                     | 4/5 étoiles |
| Allemagne    | Non                     | 2/5 étoiles |
| Italie       | Non                     | 4/5 étoiles |
| Corée du Sud | Non                     | 2/5 étoiles |
| Brésil       | Oui                     | 2/5 étoiles |
| Grèce        | Oui                     | 2/5 étoiles |
| Irlande      | Oui                     | 2/5 étoiles |
| Pologne      | Oui                     | 1/5 étoile  |
| Suisse       | Oui                     | 5/5 étoiles |
| Turquie      | Oui                     | 4/5 étoiles |

## Développement
Democracy 4 est une nouvelle itération de la franchise Democracy développé par le studio britannique Positech Games. Le jeu est publiquement dévoilé en 2018,.

### Moteur de jeu
Le jeu utilise son propre moteur de jeu développé par Positech Games, ce dernier a été réalisé en C++ via Visual Studio. Quant aux SFX, ils proviennent de tiers.

### Contenus téléchargeables additionnels
| Nom            | Date de sortie  | Notes                                                                                                 | Disponibilités     |
| -------------- | --------------- | --- | ------------------ |
| Voting systems | 31 mai 2022     | Ajout d'un parti politique, et de la possibilité de changer les conditions de vote pour les citoyens. | En vente sur Steam |
| Country Pack   | 10 octobre 2022 | Ajout de six pays Grèce, Irlande, Suisse, Pologne, Turquie et Brésil                                  | En vente sur Steam |
| Event Pack     | 27 mars 2023    | Ajout de quarante cinq nouveaux événements aléatoires et fait divers.                                 | En vente sur Steam |

## Réception critique
« Une simulation incomplète » selon pieuvre.ca.

## Ventes
Le jeu se serait vendu à environ 200 000 unités selon une estimation des ventes issues de la plate-forme Steam,.